# For Me and My Gal (piosenka)
For Me and My Gal – singel Judy Garland i Gene'a Kelly'ego z 1943 roku.
Utwór został napisany w 1917 roku przez Edgara Lesliego i Raya Goetza do muzyki skomponowanej przez George'a Meyera. Stworzono go do musicalu Here and There. Został spopularyzowany przez duet Van and Schenck.
Piosenkę wykorzystano w filmie muzycznym Dla mnie i mojej dziewczyny w reżyserii Busby'ego Berkeleya z 1942 roku. W obrazie tym wykonywali ją Judy Garland i Gene Kelly. Singiel z ich interpretacją został wydany przez Decca Records na początku 1943 roku i okazał się bestsellerem, zajmując 3. miejsce na liście najpopularniejszych singli sporządzanej przez magazyn „Billboard”. Podczas jego nagrywania orkiestrą dyrygował ówczesny mąż Garland, David Rose. „For Me and My Gal” umieszczono również na ścieżce dźwiękowej filmu.
W 2010 roku wersję Garland i Kelly'ego umieszczono w Grammy Hall of Fame.
W 1960 roku rock'n'rollowy cover utworu nagrał Freddy Cannon i umieścił go na swoim albumie The Explosive Freddy Cannon!

## Wykonawcy
- Judy Garland – śpiew
- Gene Kelly – śpiew

- orkiestra pod dyrekcją Davida Rose'a

## Lista utworów
1. „For Me and My Gal” (muz. George M. Meyer, sł. Edgar Leslie, Ray Goetz) – 2:32
2. „When You Wore a Tulip” (muz. Percy Wenrich, sł. Jack Mahoney)